# Ginástica rítmica nos Jogos Pan-Americanos de 2019 - Fita
A competição de fita foi um dos eventos da ginástica rítmica nos Jogos Pan-Americanos de 2019. Foi disputada no Polideportivo Villa El Salvador no dia 5 de agosto. 

## Calendário
Horário local (UTC-5).
| Data        | Horário | Fase         |
| ----------- | ------- | ------------ |
| 3 de agosto | 13:00   | Qualificação |
| 5 de agosto | 13:35   | Final        |

## Medalhistas
| Ouro   | USA Camilla Feeley  |
| Prata  | CAN Natalie Garcia  |
| Bronze | USA Evita Griskenas |

## Resultados

### Qualificação
| Pos. | Ginasta              |        | Notas |
| ---- | -------------------- | ------ | ----- |
| 1    | USA Evita Griskenas  | 18.500 | Q     |
| 2    | BRA Bárbara Domingos | 17.300 | Q     |
| 3    | USA Camilla Feeeley  | 16.950 | Q     |
| 4    | BRA Natália Gaudio   | 16.550 | Q     |
| 5    | MEX Rut Castillo     | 14.750 | Q     |
| 6    | CAN Katherine Uchida | 14.700 | Q     |
| 7    | COL Oriana Viñas     | 14.600 | Q     |
| 8    | MEX Karla Diaz       | 14.550 | Q     |
| 9    | ARG Sol Fainberg     | 14.150 | R     |
| 10   | CAN Natalie Garcia   | 13.900 | R     |

### Final
| Pos.              | Ginasta |        | Notas |
| ----------------- | --- | ------ | ----- |
| Medalha de ouro   | USA Evita Griskenas | 17.950 |       |
| Medalha de prata  | BRA Bárbara Domingos | 17.450 |       |
| Medalha de bronze | MEX Karla Diaz | 16.200 |       |
| 4                 | USA Camilla Feeley | 15.500 |       |
| 5                 | COL Oriana Viñas | 15.350 |       |
| 6                 | CAN Katherine Uchida | 14.950 |       |
| 7                 | MEX Rut Castillo | 14.000 |       |
| 8                 | [[Image:Predefinição:Country flag IOC alias BR\|22x20px\|border\|Predefinição:Country IOC alias BR]][[Predefinição:Country IOC alias BR nos Jogos Pan-Americanos de 2019\|BR]] Natália Gaudio | 13.550 |       |